# Lysisbuffer
Een lysisbuffer is een bufferoplossing die gebruikt wordt om cellen open te breken voor onderzoek in de moleculaire biologie. Meestal gaat het daarbij om de extractie van eiwitten voor western blot, of de extractie van DNA of RNA voor bijvoorbeeld gelelektroforese. Het doel van de lysisbuffer is om deze moleculen uit de cellen te isoleren, en in de buffer stabiel te houden.
De meeste lysisbuffers bevatten bufferzouten (zoals Tris-HCl) en zouten als NaCl om de pH en osmolariteit van het lysaat te reguleren. Een lysisbuffer bevat altijd een detergens (zoals Triton X-100, SDS of NP-40) om de membranen van de cellen open te breken (lyse). Voor lysisbuffers die gericht zijn op eiwitextractie, worden vaak proteaseremmers toegevoegd. Lysisbuffers kunnen worden gebruikt op zowel dierlijke als plantaardige cellen, uit celkweek of uit gehomogeniseerde weefsels.

## Toepassing
Lysisbuffers worden ook gebruikt in tests voor aanwezigheid van virussen, zoals de polymerasekettingreactie test voor SARS-CoV-2. Tijdens de COVID-19-crisis werden de testmogelijkheden beperkt door gebrek aan lysisbuffer zoals benodigd voor de testprocedure van de firma Hoffman-La Roche. Uiteindelijk werd het specifieke recept voor de lysisbuffer ten behoeve van corona-test-kits vrijgegeven door Roche. Generieke receptuur voor lysisbuffer is algemeen beschikbaar en niet beschermd door een patent.